# Supercoppa italiana 2023 (hockey su pista)
La Supercoppa italiana 2023 è stata la 18ª edizione dell'omonima competizione di hockey su pista. La manifestazione ha avuto luogo dal 23 settembre al 1º ottobre 2023.
Il trofeo è stato conquistato dal Trissino per la seconda volta nella sua storia .

## Squadre partecipanti
| Club         | Qualificazione                                | Partecipazioni precedenti (il grassetto indica la vittoria) |
| ------------ | --------------------------------------------- | ----------------------------------------------------------- |
| Trissino     | Vincitore della Serie A1 e della Coppa Italia | 2022                                                        |
| Amatori Lodi | Finalista della Coppa Italia                  | 2008, 2012, 2016, 2017, 2018, 2021                          |

## Risultati
| Squadra 1 | Totale | Squadra 2    | Andata | Ritorno |
| --------- | ------ | ------------ | ------ | ------- |
| Trissino  | 9 - 5  | Amatori Lodi | 4 – 3  | 5 - 2   |

### Partita di andata
| Arbitri: | Franco Ferrari (Viareggio) Matteo Galoppi (Follonica) |

|                                      |           |                                                |
| Nadini 14'31" 22'13" Fantozzi 42'59" | Marcatori | 4'01" 9'26" 21'50" Méndez 17'11" García Mallea |

| Amatori Lodi        |    |                     |
|                     |    |                     |
| P                   | 12 | Valentín Grimalt    |
| E                   | 5  | Alessandro Faccin   |
| E                   | 7  | Pablo Nájera        |
| E                   | 9  | Filipe Fernandes    |
| E                   | 63 | Morgan Antonioni    |
| E                   | 4  | Lorenzo Giovannetti |
| E                   | 44 | Davide Nadini       |
| E                   | 54 | Andrea Fantozzi     |
| E                   | 68 | Liam Bozzetto       |
| P                   | 49 | Riccardo Porchera   |
| Allenatore:         |    |                     |
| Pierluigi Bresciani |    |                     |

| Trissino    |    |                        |
|             |    |                        |
| P           | 10 | Bruno Sgaria           |
| E           | 6  | Andrea Malagoli        |
| E           | 7  | Giulio Cocco           |
| E           | 17 | João Pinto             |
| E           | 71 | Davide Gavioli         |
| E           | 9  | Giulio Piccoli         |
| E           | 11 | Filippo Schiavo        |
| E           | 57 | Reinaldo García Mallea |
| E           | 66 | Jordi Méndez           |
| P           | 1  | Stefano Zampoli        |
| Allenatore: |    |                        |
| Tiago Sousa |    |                        |

### Partita di ritorno
| Arbitri: | Alessandro Eccelsi (Novara) Marco Rondina (Vercelli) |

|                                                                 |           |                             |
| Malagoli 5'55" Gavioli 13'23" Méndez 15'23" 24'46" Cocco 26'45" | Marcatori | 27'45" Faccin 36'50" Nadini |

| Trissino    |    |                        |
|             |    |                        |
| P           | 1  | Stefano Zampoli        |
| E           | 6  | Andrea Malagoli        |
| E           | 7  | Giulio Cocco           |
| E           | 17 | João Pinto             |
| E           | 57 | Reinaldo García Mallea |
| E           | 8  | Gioele Piccoli         |
| E           | 11 | Filippo Schiavo        |
| E           | 66 | Jordi Méndez           |
| E           | 71 | Davide Gavioli         |
| P           | 10 | Bruno Sgaria           |
| Allenatore: |    |                        |
| Tiago Sousa |    |                        |

| Amatori Lodi        |    |                     |
|                     |    |                     |
| P                   | 12 | Valentín Grimalt    |
| E                   | 5  | Alessandro Faccin   |
| E                   | 7  | Pablo Nájera        |
| E                   | 9  | Filipe Fernandes    |
| E                   | 63 | Morgan Antonioni    |
| E                   | 4  | Lorenzo Giovannetti |
| E                   | 44 | Davide Nadini       |
| E                   | 54 | Andrea Fantozzi     |
| E                   | 68 | Liam Bozzetto       |
| P                   | 49 | Riccardo Porchera   |
| Allenatore:         |    |                     |
| Pierluigi Bresciani |    |                     |